# Чемпионат Чехии по волейболу среди женщин
Чемпионат Чехии по волейболу среди женщин — ежегодное соревнование женских волейбольных команд Чехии. Проводится с сезона 1992/93.
Соревнования проходят в трёх дивизионах — Экстралиге, 1-й и 2-й лигах. Организатором чемпионатов является Чешский волейбольный союз.

## Формула соревнований (Экстралига)
Чемпионат в Экстралиге в сезоне 2024/25 включал два этапа — предварительный и плей-офф. На предварительной стадии команды играли в 3 круга. По её итогам 8 лучших команд вышли в плей-офф и далее по системе с выбыванием определили двух финалистов, которые разыграли первенство. Серии матчей плей-офф проводились до трёх побед одного из соперников. 
За победу со счётом 3:0 и 3:1 команды получают 3 очка, за победу 3:2 — 2, за поражение 2:3 — 1 очко, за поражения 1:3 и 0:3 очки не начисляются.
В чемпионате 2024/25 в Экстралиге участвовали 10 команд: «Простеёв», «Шантовска» (Оломоуц), «Дукла» (Либерец), «Олимп» (Прага), «Острава», «Сокол» (Фридек-Мистек), «Шельмы» (Брно), «Пршеров», «Кралово Поле» (Брно), «Сокол» (Штернберк). Чемпионский титул выиграл «Простеёв», победивший в финальной серии команду «Шантовска» 3-1 (3:1, 2:3, 3:2, 3:0). 3-е место заняла «Дукла».

## Призёры
| Сезон     | 1-е место                                                              | 2-е место                                                              | 3-е место                                                              |
| --------- | ---------------------------------------------------------------------- | ---------------------------------------------------------------------- | ---------------------------------------------------------------------- |
| 1992/93   | «Оломоуц»                                                              | «Олимп» Прага                                                          | «Кралово Поле» Брно                                                    |
| 1993/94   | «Оломоуц»                                                              | «Кралово Поле» Брно                                                    | «Олимп» Прага                                                          |
| 1994/95   | «Оломоуц»                                                              | «Олимп» Прага                                                          | «Кралово Поле» Брно                                                    |
| 1995/96   | «Оломоуц»                                                              | «Олимп» Прага                                                          | «Кралово Поле» Брно                                                    |
| 1996/97   | «Олимп» Прага                                                          | «Френштат-под-Радгоштем»                                               | «Кралово Поле» Брно, «Оломоуц»                                         |
| 1997/98   | «Лапос» Френштат-под-Радгоштем                                         | «Олимп» Прага                                                          | «Кралово Поле» Брно                                                    |
| 1998/99   | «Олимп» Прага                                                          | «Лапос» Френштат-под-Радгоштем                                         | «Оломоуц»                                                              |
| 1999/2000 | «Лапос» Френштат-под-Радгоштем                                         | «Кралово Поле» Брно                                                    | «Олимп» Прага                                                          |
| 2000/01   | «Лапос» Френштат-под-Радгоштем                                         | «Кралово Поле» Брно                                                    | «Олимп» Прага                                                          |
| 2001/02   | «Кралово Поле» Брно                                                    | «Олимп» Прага                                                          | «Лапос» Френштат-под-Радгоштем                                         |
| 2002/03   | «Кралово Поле» Брно                                                    | «Олимп» Прага                                                          | «Оломоуц»                                                              |
| 2003/04   | «Кралово Поле» Брно                                                    | «Олимп» Прага                                                          | «Сокол» Фридек-Мистек                                                  |
| 2004/05   | «Олимп» Прага                                                          | «Сокол» Фридек-Мистек                                                  | «Кралово Поле» Брно                                                    |
| 2005/06   | «Кралово Поле» Брно                                                    | «Славия» Прага                                                         | «Олимп» Прага                                                          |
| 2006/07   | «Кралово Поле» Брно                                                    | «Олимп» Прага                                                          | «Славия» Прага                                                         |
| 2007/08   | «Олимп» Прага                                                          | «Оломоуц»                                                              | «Кралово Поле» Брно                                                    |
| 2008/09   | «Простеёв»                                                             | «Кралово Поле» Брно                                                    | «Оломоуц»                                                              |
| 2009/10   | «Простеёв»                                                             | «Кралово Поле» Брно                                                    | «Олимп» Прага                                                          |
| 2010/11   | «Простеёв»                                                             | «Оломоуц»                                                              | «Кралово Поле» Брно                                                    |
| 2011/12   | «Модржанска» Простеёв                                                  | «Олимп» Прага                                                          | «Оломоуц»                                                              |
| 2012/13   | «АГЕЛ Простеёв» Простеёв                                               | «Олимп» Прага                                                          | «Оломоуц»                                                              |
| 2013/14   | «АГЕЛ Простеёв» Простеёв                                               | «Олимп» Прага                                                          | «Оломоуц»                                                              |
| 2014/15   | «АГЕЛ Простеёв» Простеёв                                               | «Олимп» Прага                                                          | «Сокол» Фридек-Мистек                                                  |
| 2015/16   | «АГЕЛ Простеёв» Простеёв                                               | «Олимп» Прага                                                          | «Острава»                                                              |
| 2016/17   | «АГЕЛ Простеёв» Простеёв                                               | «Оломоуц»                                                              | «Кралово Поле» Брно                                                    |
| 2017/18   | «АГЕЛ Простеёв» Простеёв                                               | «Оломоуц»                                                              | «Острава»                                                              |
| 2018/19   | «Оломоуц»                                                              | «Простеёв»                                                             | «Дукла» Либерец                                                        |
| 2019/20   | Из-за пандемии COVID-19 чемпионат не был завершён. Итоги не подведены. | Из-за пандемии COVID-19 чемпионат не был завершён. Итоги не подведены. | Из-за пандемии COVID-19 чемпионат не был завершён. Итоги не подведены. |
| 2020/21   | «Дукла» Либерец                                                        | «Олимп» Прага                                                          | «Оломоуц»                                                              |
| 2021/22   | «Простеёв»                                                             | «Кралово Поле» Брно                                                    | «Дукла» Либерец                                                        |
| 2022/23   | «Кралово Поле» Брно                                                    | «Шельмы» Брно                                                          | «Дукла» Либерец                                                        |
| 2023/24   | «Шельмы» Брно                                                          | «Дукла» Либерец                                                        | «Простеёв»                                                             |
| 2024/25   | «Простеёв»                                                             | «Шантовска» Оломоуц                                                    | «Дукла» Либерец                                                        |

## Титулы
| Клуб                           | Победы |
| «Простеёв» Простеёв            | 12     |
| «Кралово Поле» Брно            | 6      |
| «Оломоуц»                      | 5      |
| «Олимп» Прага                  | 4      |
| «Лапос» Френштат-под-Радгоштем | 3      |
| «Дукла» Либерец                | 1      |
| «Шельмы» Брно                  | 1      |